# Arthur Laurendeau
Arthur Laurendeau (* 30. November 1880 in Saint-Gabriel-de-Brandon, Québec; † 26. Oktober 1963 in Montreal) war ein kanadischer Sänger (Bass), Chorleiter und Musikpädagoge.

## Leben
Laurendeau hatte Violin- und Kontrabassunterricht am Seminar von Joliette. In Montreal studierte er Jura und nahm daneben Gesangsunterricht bei Guillaume Couture. Von 1901 bis 1906 war er Solosänger und Chorleiter an der St.-James-Kathedrale. Nachdem er sich für eine Laufbahn als Sänger entschieden hatte, ging er um 1909 nach Paris und studierte dort bei Pierre-Émile Engel und Jacques Isnardon.
1913 wurde er an der Gesù Church, im folgenden Jahr wurde er Nachfolger von Couture St.-James-Kathedrale, wo er bis 1952 wirkte. 1917 folgte er Romain-Octave Pelletier als Lehrer für Solfège an der École normale Jacques-Cartier nach. Im gleichen Jahr führte er mit Léo-Pol Morin Werke von Rodolphe Mathieu und Georges-Émile Tanguay auf. Aus gesundheitlichen Gründen musste seine Laufbahn als Sänger aufgeben. Mit seinen Schülern Léonide Letourneux und Honoré Vaillancourt in den Hauptrollen führte er Victor Massés Oper Les Noces de Jeannette auf. Der Erfolg der Vorstellung führte dann zur Gründung der Société nationale d'opéra-comique, deren Aufführung von André Messagers La Basoche am Monument National 1918 den Beginn des professionellen Opernbetriebs in Montreal markiert.
Später konzentrierte sich Laurendeau auf die Lehrtätigkeit am Conservatoire national de musique in Montreal und an der Schola cantorum. Zu seinen Schülern zählten Amanda Alarie, Arthur Blaquière, Albert Cornellier, Guillaume Dupuis, Gaston Favreau, Armand Gauthier, Denis Harbour, Arthur Lapierre und Alfred Normandin. Von 1931 bis 1934 leitete er den Orphéon de Montréal, einen Männerchor, mit dem er 1934 Rodolphe Mathieus Lève-toi, Canadien uraufführte.
Von 1916 bis 1918 und von 1926 bis 1929 war er Präsident der Académie de musique du Québec, 1930–31 Präsident der Société des artistes musiciens. Laurendeau war mit der Pianistin Blanche Hardy verheiratet. Der Klarinettist und Ondist Jean Laurendeau ist sein Enkel.